# Aphytis proclia
Aphytis proclia é uma espécie de insetos himenópteros, mais especificamente de vespas parasíticas pertencente à família Aphelinidae.
A autoridade científica da espécie é Walker, tendo sido descrita no ano de 1839.
Trata-se de uma espécie presente no território português.